# Anachis
Anachis är ett släkte av snäckor. Anachis ingår i familjen Columbellidae.

## Bildgalleri

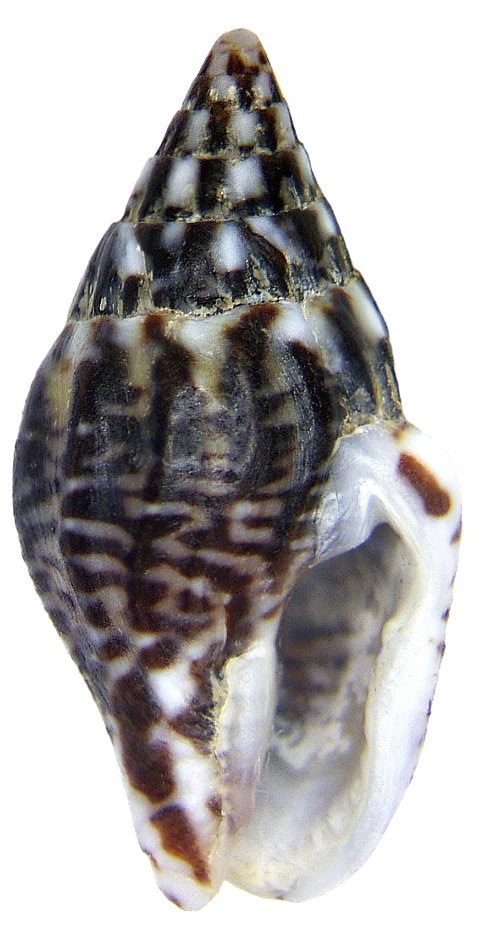
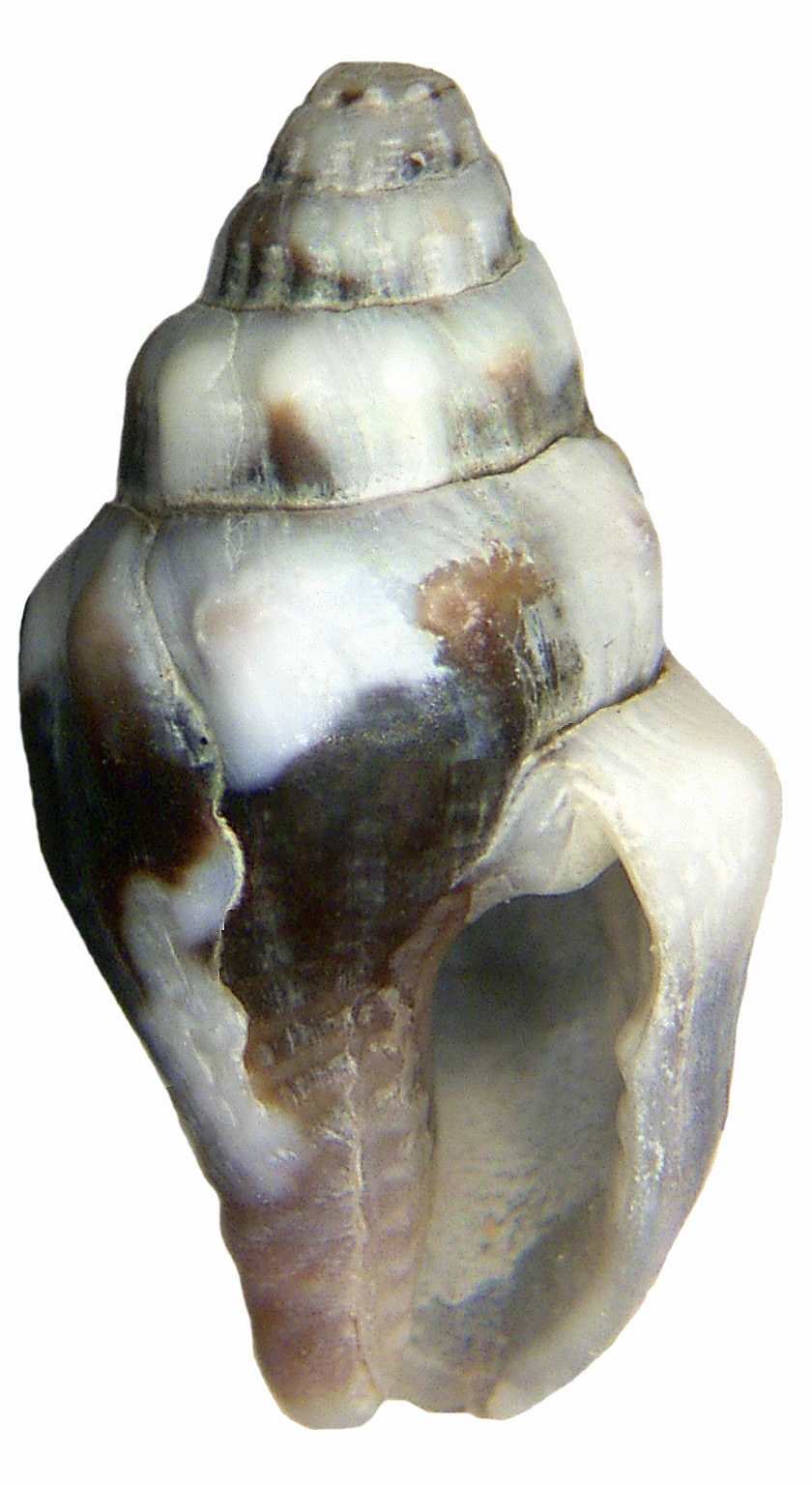

## Dottertaxa tillAnachis, i alfabetisk ordning[1]
- Anachis acuta
- Anachis adelinae
- Anachis albella
- Anachis avara
- Anachis bicanaliferum
- Anachis catenata
- Anachis coronata
- Anachis diminuta
- Anachis fayae
- Anachis fenneli
- Anachis floridana
- Anachis gaskoini
- Anachis hilli
- Anachis hotessieriana
- Anachis iontha
- Anachis lafresnayi
- Anachis nigricans
- Anachis obesa
- Anachis penicillata
- Anachis petrii
- Anachis pulchella
- Anachis pygmaea
- Anachis rhodae
- Anachis samanensis
- Anachis sanfelipensis
- Anachis semiplicata
- Anachis similis
- Anachis sparsa
- Anachis subturrita
- Anachis translirata
- Anachis veleda
- Anachis vexillum